# Batalla de Yrendagüé
La Batalla de Yrendagüé, de la Guerra del Chaco, entre Bolivia y el Paraguay, tuvo lugar en una de las zonas más desérticas e inhóspitas del Chaco Boreal, entre el 5 y el 8 de diciembre de 1934. El ejército paraguayo infiltró sorpresivamente una División entre dos Divisiones bolivianas recorriendo 70 km a través del desierto con el objetivo de capturar los pozos del fortín Yrendagüé ubicados en la retaguardia boliviana y dejar sin agua, en pleno desierto, a tres divisiones enemigas.

## Antecedentes
[...] para nosotros el desierto no tiene secretos, hemos aprendido a conocerlo bien. [...] nuestras armas son la capacidad de sufrir, el movimiento continuo y la astucia. La diferencia es que la guerra en el desierto es la gloria de la táctica y el infierno de la logística. Hay que contar con que todo está muy lejos y la retaguardia es inalcanzable.
Entrevista de el Uali con el general Giap (1976) (García, 2001, p. 128)

El 9 de noviembre de 1934, el Cuerpo de Caballería boliviano al mando del coronel David Toro, logró desalojar  del fortín Yrendagüé al Segundo Cuerpo  paraguayo al mando del coronel Rafael Franco. Este fortín se volvió importante luego de que el equipo paraguayo de excavación de pozos encontrara allí, por primera vez en el Chaco, una napa con abundante agua dulce. El descubrimiento se hizo el 27 de octubre, trece días antes de que las fuerzas del Cuerpo de Toro comenzaran el cerco de ese fortín. 
Después de capturar Yrendagüé, las fuerzas del coronel Toro continuaron la persecución del Segundo Cuerpo paraguayo desalojándolo de El Cruce-Picuiba hacia la zona de La Faye, al sur. El coronel Toro, a través de sus constantes pedidos al general Peñaranda, había mantenido e incluso aumentado las fuerzas a su cargo. Se le había dado la 7.ª División (al mando del mayor Roberto Ayoroa) adicionalmente a la 1.ª y 2.ª División de Caballería (DC-1 y DC-2).  Además, había tomado “prestados” los regimientos de infantería ‘’Chorolque‘’ y ‘’Montes‘’ de la 3.ª División. Era tal el deseo de Toro de lograr su objetivo militar y político que incluso el coronel Rodríguez le advirtió que no podía apoderarse de las unidades del Segundo Cuerpo de Bilbao Rioja que pasaban por Carandaity rumbo a Santa Fe. Como siempre Toro amenazó con hacer responsable al Comando Superior si se perdía esta "situación tan favorable".
Mientras las dos Divisiones de caballería enfrentaban a los paraguayos en la zona de Picuiba primero y en La Faye después, la 7.ª División boliviana maniobraba en una amplia zona sobre su flanco derecho. El coronel Toro no se movió de Carandaitý por lo que ahora su puesto de mando estaba a más de 160 kilómetros de la primera línea, en una zona mucho más benigna en comparación al infernal desierto donde luchaban todas las fuerzas bajo su mando.
- Situación del Cuerpo de Caballería boliviano

A fines de noviembre de 1934, los 12 000 soldados del Cuerpo de Caballería boliviano, con gran cantidad de artillería y armas automáticas, estaban agotados. Habían peleado sin respiro desde los primeros días de septiembre, enfrentando a un enemigo que se detenía, se dejaba rodear y luego escapaba, bajo un calor abrasador, con una sola cantimplora de agua por día, y no era razonable esperar que pudieran continuar así indefinidamente. Su sistema logístico acusaba un progresivo deterioro en cantidad de camiones utilizables y combustible disponible que afectaba la moral del combatiente por la escasez permanente de víveres y agua.
- Situación del Segundo Cuerpo paraguayo

Por su parte, el Segundo Cuerpo paraguayo quedó reducido a no más de 3500 soldados dado que la 8.ª División fue trasladada secretamente, a fines de octubre, para reforzar al Primer Cuerpo paraguayo en la zona de El Carmen, al suroeste, para ser utilizada en una importante maniobra de aniquilamiento de una división enemiga. Toda esta operación de distracción a cargo del Segundo Cuerpo paraguayo que consistió en atraer a las fuerzas del coronel Toro al desierto se realizó con gran esfuerzo. En oportunidad de la acción boliviana sobre Yrendagüé, el coronel Franco  transmitió su preocupación al general Estigarribia pidiendo refuerzos porque el enemigo estaba rodeando, esta vez, a todas sus fuerzas. “No se preocupe Franco, dentro del cerco usted lo tiene a Antola”, lo tranquilizó Estigarribia, aludiendo al teniente coronel Paulino Antola de la 6.ª División que ya había escapado varias veces de los cercos bolivianos. Franco recordará posteriormente en sus Memorias que su mayor problema era la excesiva confianza que el general Estigarribia tenía en la capacidad del comando, oficiales y soldados del Segundo Cuerpo paraguayo.
- Cerco y rendición de la 1.ª y 2. División boliviana en El Carmen

El 16 de noviembre de 1934 se produjo en El Carmen la rendición de la 1.ª y 2.ª División de Reserva bolivianas. La consecuencia inmediata fue la retirada de 18 000 hombres del ejército boliviano desde el fortín Ballivián, ubicado al sur, hacia Villamontes. 
En sus Memorias el coronel Franco comenta: 

“En esas condiciones poco favorables para nosotros, se produjo en el sector Ballivián–El Carmen una importante victoria que debía aliviar inmediatamente la situación en nuestro frente. Pero no sucedió nada parecido. La derrota boliviana en El Carmen no pareció afectar en nada los planes del coronel Toro (…). El avance paraguayo hacia Villamontes, no parecía inquietar al general Peñaranda, comandante del ejército boliviano”.
 (Franco, 1988, p. 127 vol. 2)

Sin embargo Peñaranda y el Estado Mayor boliviano estaban muy preocupados por el avance del Primer y Tercer Cuerpo paraguayo sobre Villamontes, último bastión boliviano en el Chaco. Las advertencias que le hacían al coronel Toro para que suspendiera su peligroso avance en el desierto y consolidara su posición retrocediendo a un lugar más seguro no se cumplían. El coronel Ángel Rodríguez y su adjunto el mayor Germán Busch fueron personalmente a Carandaitý para transmitirle la necesidad de que retrocediera a Yrendagüé.
- El coronel Toro mantiene su ofensiva

El 20 de noviembre a las 12:00 horas las fuerzas de Toro ocuparon Picuiba al costo de muchas bajas. Muchos oficiales bolivianos (entre ellos el chileno Aquiles Vergara Vicuña que después sería  historiador) sospechaban de las retiradas de Franco y Antola, porque estos dos oficiales paraguayos no eran de ceder terreno tan fácilmente y menos de posiciones favorables y bien abastecidas, por lo que suponían que preparaban una trampa posiblemente en la zona de Camacho. Desde su lejano comando en Carandaitý, el coronel Toro ordenó mantener el avance ya que, por orgullo o ambición (especialmente política), quería acabar de una vez por todas con el escurridizo coronel Franco y su debilitado Segundo Cuerpo. Su justificación estratégica era que, una vez capturado La Faye (lo que daba por descontado) avanzaría hasta Camacho y girando hacia el oeste podía envolver por el sur al Primer y Tercer Cuerpo de Ejército paraguayo que atacaban Villamontes haciéndolos retroceder con graves pérdidas. Toro aseguraba que  él

...salvaría la situación en el sector meridional y "corregiría el craso descuido de Moscosito" [en referencia a Oscar Moscoso, comandante de las dos Divisiones que capitularon en El Carmen]
(Vergara Vicuña, 1944, p. 110 vol. 6)

- La 8.ª División vuelve a la zona de Yrendagüe

Finalizada la batalla de El Carmen, Estigarribia devolvió la 8.ª División al Segundo Cuerpo paraguayo aumentando sus fuerzas a 5500  combatientes distribuidos en tres Divisiones de infantería: la 6.ª División (al mando del teniente coronel Antola) y la DRG (División de Reserva General), ambas ubicadas en  La Faye y, separada por unos 60 kilómetros, al noroeste, la 8.ª División (al mando del coronel Eugenio Garay), ubicada a su vez a 70 kilómetros al sur de Yrendagüé, en el cruce de las picadas XV y XVII (Puesto Estrella). Salvo la 8.ª División que había descansado y contaba con nuevo equipamiento capturado a los bolivianos en la batalla de El Carmen, la mayoría de los soldados de las otras dos Divisiones daban señales de agotamiento físico. Este movimiento de fuerzas paraguayas recién fue detectado por la inteligencia boliviana el 5 de diciembre, cuando el general Peñaranda advirtió al coronel Toro "que el enemigo visiblemente había retirado tropas del sector Pilcomayo" poniéndole en aviso de que las fuerzas paraguayas en su frente podrían estar recibiendo refuerzos.
- Destitución del presidente Salamanca

Otro hecho importante fue que el 27 de noviembre se produjo la destitución del presidente Salamanca por el amotinamiento de Peñaranda y un grupo de altos oficiales bolivianos entre los cuales estaba el coronel David Toro como figura principal. La consecuencia militar de este hecho político fue la creciente disgregación de la unidad de mando del ejército boliviano. El rol del general Peñaranda, en su condición de Comandante en Jefe, tendió a transformarse en un negociador entre distintas facciones del ejército apoyadas por distintos intereses políticos.

## Un plan sorprendente
Sabiendo que el ataque boliviano era inminente y antes que Toro consolidara sus fuerzas sobre La Faye, en las primeras horas del 4 de diciembre, el coronel Franco se entrevistó con Eugenio Garay,  comandante de la 8.ª División, yendo personalmente a su distante puesto de comando:

“Me trasladé hasta su puesto de comando en consideración a su avanzada edad [Garay tenía 59 años, Franco 38] y le expliqué personalmente la operación proyectada la que tendría que desarrollarse de inmediato entregándole en propias manos la orden para el ataque”. (Orden de Operación nº 97 dictada el día anterior (3/12/1934).
Coronel Franco (Rahi, 2009, p. 15)

El plan era sorprendente por su casi imposible realización. Garay debía infiltrar su División entre dos Divisiones enemigas sin que estas ni la aviación se dieran cuenta, recorrer 70 kilómetros a través de un desierto carente de agua, en un monte cerrado, sin perder tiempo en abrir una picada, en pleno verano, con una temperatura de más de 45 grados a la sombra y finalmente capturar los pozos del fortín Yrendagüé dejando sin agua a tres Divisiones bolivianas, en medio del desierto. O sea, destruir a todo el Cuerpo de Caballería del coronel Toro sin disparar un solo tiro salvo en el asalto al fortín Yrendagüé.

## Avance de la 8.ªDivisión paraguaya
- 5 de diciembre:

Sin perder tiempo, al amanecer del 5 de diciembre de 1934, tres regimientos de la 8.ª División iniciaron la marcha hasta su primer objetivo: la picada Alvarenga. A la cabeza del regimiento de elite "Batallón 40"  marchaba el comandante de la División, Eugenio Garay, cuya edad casi triplicaba a muchos  de sus subalternos. Antes de llegar la noche se alcanzó ese objetivo sabiendo que el enemigo no podía ni siquiera imaginar la presencia de una fuerza paraguaya tan importante en ese sector.
La noche del día 5 al 6 no ocurrieron novedades. Sin embargo, los soldados, debido al calor y pese a las recomendaciones y órdenes recibidas, consumieron en exceso el agua de sus dos caramañolas, lo que obligó a reclamar nuevas provisiones. Pero el consumo fuera de lo programado hizo que la intendencia no pudiera responder inmediatamente a los reclamos.
- 6 de diciembre:

En esas condiciones siguió el avance de la columna sin que las provisiones de agua llegaran en las cantidades requeridas para satisfacer a tantos soldados que comenzaron a sufrir un preocupante proceso de deshidratación.
Al mediodía la situación se tornó peligrosa. El coronel Garay alertó a su jefe que se había detenido momentáneamente hasta tanto se solucionara, aunque sea parcialmente, el abastecimiento de agua. 
La respuesta del coronel Franco fue rápida y clara:

“Sírvase usted reiniciar la marcha su primer objetivo al recibo esta orden. Es necesario que mañana llegue a Yrendagüé. Usted se encuentra de este punto a una jornada de marcha forzada. Agua salió ayer. Le alcanzará oportunamente”. [Luego Garay recibe otra orden], “Sirva usted informar hora partida hacía primer objetivo, conviene abandonar abastecimiento agua desde su base. Si Dios quiere mañana D.8 beberá en Yrendagüé”. (Franco, 1988, p. 147)

Años después el coronel Franco comentó lo ocurrido:

“La orden de Garay de suspender la marcha de la 8.ª División por falta de agua fue una actitud insólita e inaudita (...) Cuando nuestra victoria parecía depender de la ejecución matemática de las órdenes operacionales, la probada firmeza del coronel Garay tuvo un momento de duda. Y esa demora, que parecía imposible y lo comprometía todo, en realidad salvó la operación en curso. Sin aquellas horas de retardo los acontecimientos hubieran tomado otros rumbos, seguramente desfavorables para el ejército paraguayo”. (Franco, 1959, p. 62)

¿Qué pasó realmente? El mismo 5 de diciembre, la 7.ª División boliviana avanzó desde el suroeste de Yrendagüé sobre el ala izquierda del Segundo Cuerpo paraguayo. Si la 8.ª División paraguaya, que ignoraba el movimiento de la unidad enemiga, no hubiera detenido su marcha el día 6, hubiera chocado indefectiblemente con ella en pleno monte. Agotados, casi sin agua, sorprendidos en vez de sorprender, los soldados paraguayos hubieran detenido su avance. Además, una simple escaramuza en el camino hubiera malogrado el factor sorpresa, esencial para la conquista de Yrendagüé. Pero esa demora hizo que ambas columnas se cruzaran sin verse, en pleno monte, con escaso tiempo de diferencia.

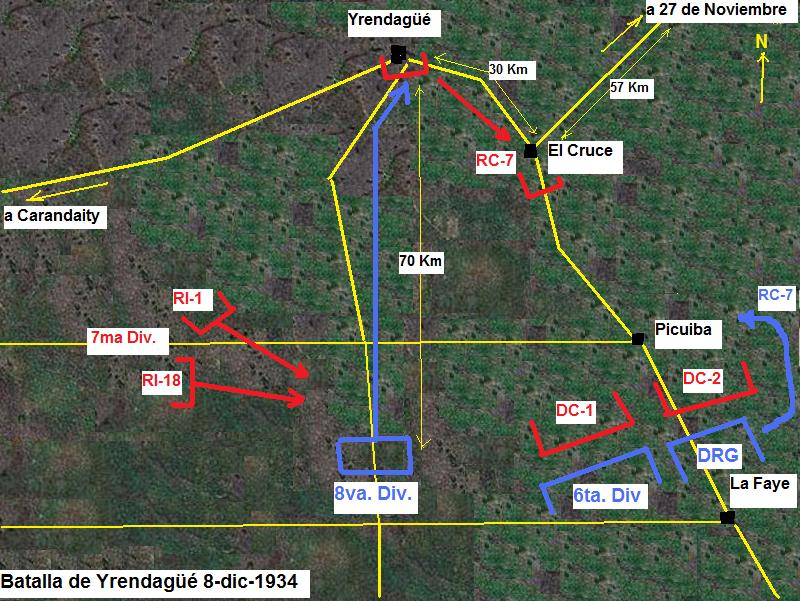
Situación al 8 de diciembre de 1934

El comandante de la vanguardia propuso esperar hasta el día siguiente para reiniciar la marcha mientras adelantó puestos escalonados de seguridad a 5 km al norte para detectar cualquier movimiento enemigo.
- 7 de diciembre:

Al amanecer del día 7, la 8.ª División paraguaya continuó su inexorable marcha por el desierto, de los cuales los primeros 30 kilómetros fueron de  terreno chaqueño de tipo común: tierra más o menos dura, monte bajo, sin agua, en general lejos del enemigo. Pero en los siguientes 40 kilómetros el tipo de terreno y la cercanía del enemigo impusieron condiciones de avance excepcionalmente difíciles: el desierto tenía raleados montes sucios, suelo de arena gruesa donde los pies se hundían hasta los tobillos.  
A medida que transcurrieron las horas, la ausencia de enemigos ante la 8.ª División fue la mejor prueba de que los bolivianos desconocían que, a más de 50 kilómetros en su retaguardia, toda una División paraguaya avanzaba hacia los estratégicos pozos de Yrendagüé. Al mediodía del día 7 las avanzadas paraguayas de la 8.ª División abandonaron el monte y a las 16:00 horas capturaron dos camiones con comida y sobre todo agua que pertenecían a una sección de zapadores del capitán Saleck de la 7.ª División boliviana. 
Al mismo tiempo, en el frente de La Faye, Franco ordenó que el RC-7 y el RI-15 de la División de Reserva desbordaran por la izquierda de la 2.ª División de Caballería (DC-2) boliviana para atraer su atención y pidió a sus patrullas que observaran cualquier movimiento raro que pudiera producirse en las líneas bolivianas que indicaran que el avance de Garay había sido detectado. 
El coronel Toro, asumiendo que esta actividad enemiga sobre la izquierda de la DC-2 frente a La Faye era un fuerte reconocimiento, ordenó a las 18:30 horas que el regimiento “Chichas”, al mando del capitán Urdininea, ubicado en Yrendagüé, avanzara preventivamente hacia Picuiba para impedir cualquier envolvimiento. Al mismo tiempo alertó a todas las unidades para que estuvieran preparadas para moverse “en cualquier dirección”. Por el estado de agotamiento de dichas fuerzas, esto era más fácil decir que hacer.

"Como es fácil deducir, el coronel Toro no tenía hasta este momento ni el pálpito siquiera de que la seguridad de su dispositivo se hallase íntegramente amenazada y más bien con sus órdenes tendía a facilitar el propósito de amarramiento [del enemigo]"(Vergara Vicuña, 1944, p. 319 vol. 6)

Recién a las 21:45 horas, patrullas bolivianas del regimiento RI-18 detectaron, muy lejos de Yrendagüé, las huellas por donde se habían infiltrado los paraguayos y  comunicaron que debía tratarse de un batallón por lo que prepararon una emboscada en el lugar para cuando este volviera a sus líneas. Toro se quejó a posteriori de que sus subalternos no le dieran importancia a estos hechos y que tampoco le
informaran. Sin embargo la presencia paraguaya le fue comunicada por el teniente coronel Ayoroa quien, asumiendo que esas fuerzas intentaban rodear al regimiento RC-3 de la 1.ª División de Caballería que actuaba de empalme con su 7.ª División, detuvo cautelosamente su avance hasta que las patrullas enviadas aclararan esa presencia enemiga.
Frente a La Faye, a la medianoche del 7-8 de diciembre, el teniente coronel Tabera, jefe de Estado Mayor y en ese momento comandante interino de la DC-2 (su jefe estaba con Toro en Carandaity discutiendo problemas corporativos dentro del ejército boliviano), recibió la información de que al menos cinco regimientos paraguayos estaban por atacar por el frente y los flancos de su División. Telefónicamente se comunicó con el oficial de enlace  capitán Villarreal ubicado en Yrendagüé pidiendo que  retransmitiera al coronel Toro esta novedad.

## Aparición sorpresiva en Yrendagüé
Tres horas después, a las 03:00 horas de la madrugada del día 8, saliendo de la nada, la 8.ª División paraguaya capturó, a pocos kilómetros de Yrendagüé, toda la sanidad del Cuerpo de Caballería de Toro (médicos, enfermeros, heridos, medicamentos, incluyendo su jefe, el mayor médico Hernán Navarro). El capitán Villarreal comunicó esta novedad a Toro quien, encolerizado, acusó a los responsables de la vigilancia de no tener en cuenta  "la conocida audacia y artera maña de los pilas". Con más calma le aconsejó a Villarreal que comunicara la novedad a Tabera y Flores pero sin alarmarlos asumiendo que la aparición de ese "batallón" enemigo era meramente distractiva. Esta comunicación fue interceptada por Garay confirmándole que aunque había sido descubierto todavía contaba con el factor sorpresa en cuanto a la importancia de sus fuerzas.   En su comunicación con Tabera, Villarreal pidió  el envío urgente  de camiones hacia el regimiento RC-7 “Chichas”, que por orden de Toro se desplazaba a pie hacia Picuiba, para que volviera rápidamente a Yrendagüé a defender los pozos.  Tabera respondió que carecía de camiones. Además, anticipando el posible corte de las comunicaciones con Yrendagüé, solicitó que Toro lo autorice a replegar las dos Divisiones hasta El Cruce de modo de acortar las distancias logísticas y poder ayudar a Yrendagüé.
A las 04:00 horas, el coronel Toro, reconociendo finalmente la exposición de sus dos Divisiones frente a La Faye y la inesperada presencia de fuerzas enemigas en Yrendagüé, autorizó  la retirada general a El Cruce determinando que la 7.ª División de Infantería y la DC-1 se encargaran de la “fuerza expedicionaria” paraguaya. Ordenó que la DC-2 debía frenar a las fuerzas paraguayas que avanzaran desde el sur en la zona El Cruce-Picuiba. Toro ordenó además que el regimiento "Chichas", el más cercano a los pozos, debía volver a Yrendagüé para su defensa. Desconocía que el escuadrón del subteniente Cornejo, que fue enviado en camiones ni bien se supo del ataque paraguayo contra el hospital, había llegado ‘’demasíado tarde‘’.  La orden de Toro no consideró el cansancio del regimiento "Chichas", su carencia de agua, la falta de camiones y que los alrededores de Yrendagüé ya estaban en poder del enemigo. No obstante acusó después a Tabera de haber dado a ese regimiento otro destino.

## Captura de Yrendagüé
El fortín Yrendagüé estaba defendido por unos 130 hombres, muchos de ellos heridos ambulatorios. El capitán Villarreal sabía que las defensas disponibles solo servían para una corta resistencia hasta que llegaran los refuerzos desde El Cruce. El ataque paraguayo comenzó al amanecer del día 8. Mientras las patrullas  cerraban los caminos hacia Carandaitý y El Cruce se produjo el primer asalto que fue rechazado. El coronel Garay se acercó a la primera línea para dirigir el segundo ataque cuando se escucharon grandes explosiones hacia el noreste donde no se estaba combatiendo. Los bolivianos estaban destruyendo equipos y municiones. Muchos defensores bolivianos confundieron las explosiones con un ataque de grandes fuerzas enemigas por lo que huyeron hacia el oeste mientras los atacantes, creyendo que los bolivianos destruirían los pozos, asaltaron por tres frentes y capturaron el fortín. 
El suministro de agua a las fuerzas bolivianas cesó. Las líneas telefónicas y los caminos que unían a Toro y los dos comandantes de las Divisiones, en Carandaitý,  con las dos divisiones en la zona El Cruce-Picuiba (provisoriamente al mando del teniente coronel Tabera y mayor Rodolfo Flores) también quedaron cortados. Toda comunicación operativa debía hacerse ahora a través del fortín 27 de Noviembre haciendo un gran rodeo que duplicaba las distancias o por medio de la aviación. Un hecho que produciría importantes consecuencias fue que al notarse la presencia paraguaya en las cercanías de Yrendagüé se retuvieron muchos camiones para retirar de allí municiones y abastecimientos hacia Algodonal lo que privó de esos imprescindibles medios de movilidad a las fuerzas de Tabera ubicadas al sur.

## Dramática retirada boliviana
La retirada boliviana se inició a las 06:00 horas del día 8, con el 2.º Grupo de Artillería en cabeza, conforme al plan que preveía la salida escalonada de las dos Divisiones de Caballería a las 07:30. Sin embargo, la premura con que se adoptaron las decisiones y la deficiente actuación de los mandos intermedios provocaron una desorganización generalizada: las unidades comenzaron a mezclarse durante el desplazamiento hacia El Cruce.
Numerosos efectivos no habían recibido agua en las últimas 24 horas, y al circular el rumor de que fuerzas paraguayas habían ocupado los pozos, el reparto de las escasas reservas se efectuó de manera desordenada. La columna debía cubrir más de 30 kilómetros a través de terreno arenoso y polvoriento, bajo temperaturas extremas y con las cantimploras vacías. El fortín Picuiba fue destruido e inmediatamente abandonado.
El coronel Franco, al frente de sus dos Divisiones, avanzó en dirección a El Cruce, ejerciendo presión constante sobre las unidades bolivianas en repliegue. A las 17:00 horas, solo una fracción menor del contingente había alcanzado El Cruce, la mayoría sin armamento, sin municiones y con signos de agotamiento e insolación.
Durante la misma mañana, los comandantes que acompañaban al general Toro abandonaron Carandaitý con destino a El Cruce, siguiendo un itinerario alternativo más largo por el fortín 27 de Noviembre. El general Toro, alegando razones de salud, permaneció en Carandaitý y asumió el mando operativo mediante correspondencia aérea.
A mediodía, las fuerzas paraguayas capturaron a las fuerzas que protegían la retirada del regimiento Castrillo. A las 14:30 horas, Tabera recibió un mensaje de Toro lanzado por un avión en vuelo rasante. Ahí le comunicaba lo que ya sabía seis horas antes, que Yrendagüé había sido ocupado por una “pequeña unidad” enemiga. Se le ordenaba ahora que la DC-2 defendiera El Cruce y la ruta hacia 27 de Noviembre mientras la 7.ª División y la DC-1 se debían dirigir hacia Yrendagüé. Toro prometía que el agua y combustible vendrían desde el fortín 27 de Noviembre.
Tabera enfrentó una terrible decisión. Si no lograba recuperar Yrendagüé en tiempo perentorio, lo que era difícil dado que las fuerzas enemigas podían resistir varios días, se encontraría sin agua, aislado en el desierto entre Yrendagüé y las dos Divisiones paraguayas que avanzaban desde el sur. Además, las patrullas enemigas podían cortar fácilmente su única ruta de escape: el camino al fortín 27 de Noviembre. Hacia el oeste se habían detectado acciones de la 1.ª y 9.ª División paraguaya contra la 7.ª División lo que la obligaba a derivar fuerzas para controlar esas iniciativas. Tabera tuvo que enviar al capitán Max Iñiguez en camión a 27 de Noviembre para que desde allí, por radio, explique a Toro cual era la situación.
Con buen criterio y sin esperar respuesta ni perder tiempo, Tabera tomó la decisión de continuar la retirada de todas sus fuerzas desde El Cruce hacia el fortín 27 de Noviembre al noreste, orden que impartió a la medianoche del día 8. Al enterarse, Toro lo recriminó diciendo que no entendía cómo esas fuerzas supuestamente agotadas podían recorrer 57  kilómetros hacia 27 de Noviembre y no 30 kilómetros hacia Yrendagüé sabiendo además que en 27 de Noviembre no existían recursos. Toro había olvidado su promesa de que iba a proveer agua y combustible desde ese fortín. 
En la noche del 8 al 9 de diciembre, Tabera recibió otra nota de Toro: 

“Uno no debe tener finalmente ninguna consideración con la fatiga de los soldados a quienes es de vital importancia exigir el máximo esfuerzo. Uno o dos días de sacrificio…pueden ser suficientes para lograr el total aniquilamiento del enemigo que nos ha dado más de un ejemplo sobre este tema, mostrando que es posible vivir incluso meses careciendo de la mayoría de recursos (...) Le recomiendo que evite cualquier “Consejo de guerra” donde las más débiles y pusilánimes opiniones siempre triunfan. Le exijo mayor decisión y energía en el comando”. Mensaje de Toro a Tabera (Farcau, 1996, p. 215)

## Persecución y captura del fortín 27 de Noviembre
El día 9, las fuerzas bolivianas continuaron su retirada hacia el fortín 27 de Noviembre. Sin agua, bajo un sol abrasador, los soldados abandonaron en el camino sus armas y equipos. 
A las 05:00 horas del día 10, fuerzas del BZ-2 paraguayo, en 40 camiones,  partieron de Picuiba rumbo a 27 de Noviembre en persecución de lo que quedaba de las dos divisiones bolivianas. Dos horas después alcanzaron a los más rezagados que no estaban en condición de oponer ninguna resistencia. Después fueron sobrepasando a cientos de soldados bolivianos que rogaban de rodillas agua o lo que fuera para aplacar la sed. Al llegar al kilómetro 31, el capitán paraguayo Virgilio Larrosa no pudo soportar más aquel cuadro dantesco que se le presentaba en su avance por un camino cubierto cada vez más con camiones incendiados y con soldados muertos o moribundos por la sed que obstaculizaban su marcha. Ordenó entonces a sus hombres que continuaran a pie rumbo al fortín 27 de Noviembre y subió a los camiones a los soldados bolivianos que pudo y los envió hacia Yrendagüé salvándoles la vida. 
A diferencia de lo que había ocurrido en la batalla de El Carmen, donde el padecimiento de los soldados bolivianos por la falta de agua no había tomado estado público en Bolivia porque fueron totalmente cercados, en este caso, los soldados que pudieron escapar y sobrevivir contaron el martirio de sus camaradas y el pueblo boliviano supo de esta manera lo que significaba verdaderamente la guerra en el desierto chaqueño.
El día 12, el BZ-2 paraguayo capturó el fortín 27 de Noviembre y uniéndose al RI-14 “Cerro Corá”, que venía del fortín Ingavi, continuó la persecución del resto de las fuerzas bolivianas que se dirigían ahora hacia el oeste, rumbo al río Parapetí. 
Solo la 7.ª División boliviana (regimientos RI-1 y RI-18), que operaba sobre el ala derecha, logró retirarse ordenadamente hacia el oeste.
De los 12 000 hombres del Cuerpo de Caballería del coronel Toro el 50 % murió de sed, o desaparecieron o fueron hechos prisioneros. La pérdida de armamento fue del 60 % y sirvió para reequipar al ejército paraguayo hasta llegar al final de la guerra. 
En su informe al Comando Superior y en su libro escrito mucho después para autoexculparse, Toro acusó a Tabera y Flores como responsables del desastre.

## Conclusiones
Esta batalla resume muchas de las causas que produjeron la derrota boliviana en la guerra del Chaco: 
- 1) El avance desaprensivo y por razones extra-operativas del Cuerpo de Caballería del coronel Toro hacia un objetivo que lo iba exponiendo cada vez más por el alargamiento de su logística, la escasa seguridad y el cansancio de los soldados y que tras la destrucción de las dos Divisiones bolivianas en El Carmen, en el sector central, carecía aún más de sentido.

- 2) Una conducción lejana, a 160 kilómetros del frente, a través de medios de comunicación pobres (teléfono o mensajes escritos lanzados por avión) o no disponibles en el momento y lugar indicados. El teniente coronel Tabera debe comunicarse con el coronel Toro a través de un enlace en Yrendagüé o enviando al capitán Iñiguez al fortín 27 de Noviembre (a 60 kilómetros de su puesto de mando). En el momento de la crisis los jefes de las dos Divisiones estaban reunidos en Carandayty con Toro por razones políticas, sorteando abiertamente la integración del estado mayor del ejército boliviano y el posible reemplazo de Peñaranda.[19]  El historiador Farcau menciona la actitud de uno de ellos, el coronel boliviano Alfredo Rivas, comandante de la DC-1 que, ante la grave situación en que se encontraban las fuerzas bajo su mando, dijo:

“No voy a ser el único que pierda mi difícilmente ganado prestigio profesional en esa porquería de Picuiba”. (Farcau, 1996, p. 212)

 Y Farcau agrega: “esto ilustra perfectamente las prioridades del cuerpo de oficiales bolivianos”, de los cuales el coronel David Toro y su favorito el mayor Germán Busch eran los exponentes más destacados. 
 
- 3) El coronel Toro advierte a Tabera:

“Le recomiendo que evite cualquier “Consejo de guerra” donde las más débiles y pusilánimes opiniones siempre triunfan. Le exijo mayor decisión y energía en el comando”. (Farcau, 1996, p. 215)

  Esta advertencia apuntaba a la tendencia de los oficiales bolivianos a realizar “asambleas”, no para intercambiar opiniones sino para diluir la responsabilidad que el mando naturalmente conlleva. En el caso de la retirada de Picuiba, Tabera desmintió categoricamente que los comandantes de las unidades se hubieran puesto de acuerdo para realizarla y acusó a Toro de que esta era otra de las "argucias de su retorcido caletre" para desligarse de su responsabilidad en el desastre de Yrendagüé. Fue casi una constante de los altos jefes descargar la culpa de los resultados desfavorables en sus subordinados, conducta que había iniciado el general Kundt quien solía tomar de chivos expiatorios a los jefes de Estado Mayor (Bilbao Rioja en Campo Jordán, Barrientos en Fernández (Herrera) y Ayala en Campo Grande).
- 4) La falta de autoridad de Peñaranda para exigir a Toro que se retire hacia Carandaitý para fortalecer la defensa de Villamontes después de la derrota de El Carmen (16/nov/1934).

El ejército boliviano fue vencido por el indisciplinado y ambicioso Toro, quien abusando de la condescendencia y de la debilidad de mando del Generalísimo Peñaranda, impunemente zarandeó su autoridad e impuso sus disparatados puntos de vista operativos. Teniente coronel boliviano Félix (Tabera, 1979, p. 247)

- 5) La actitud de los oficiales bolivianos de abandonar a sus soldados ante la crisis. En los 3000 prisioneros capturados por el ejército paraguayo en esta batalla no figuró ningún oficial boliviano.[22]

“Con una remarcable carencia de humildad, Toro comenzó a criticar la actuación de los comandantes de las unidades (…) alegando que habían sido “los primeros en llegar a El Cruce cuando que su trabajo era dirigir personalmente la retirada desde el sur”. (Farcau, 1996, p. 212)

  Eso  fue posible porque los oficiales utilizaron los camiones para huir. Este tipo de conducta fue observada por los oficiales chilenos contratados por Bolivia y por el estado mayor paraguayo al analizar el bajo porcentaje relativo de oficiales bolivianos entre los prisioneros capturados en los distintos cercos.  En sentido contrario, en la batalla de Strongest, los bolivianos se sorprendieron por la gran cantidad de oficiales paraguayos capturados en proporción a las tropas (1 oficial por cada 21 soldados).
- 6) Toro le transmite a Tabera:

“Uno no debe tener finalmente ninguna consideración con la fatiga de los soldados a quienes es de vital importancia exigir el máximo esfuerzo. Uno o dos días de sacrificio…pueden ser suficientes para lograr el total aniquilamiento del enemigo que nos ha dado más de un ejemplo sobre este tema, mostrando que es posible vivir incluso meses careciendo de la mayoría de recursos”. (Farcau, 1996, p. 215)

  Pero esto solo puede lograrse con el ejemplo. Años después, Tabera dirá con amargura: 

"Y así, mientras en el asiento del Comando del Cuerpo [en Carandaitý] la vida transcurría blanda, apacible y entre frecuentes libaciones y alabanzas de los poetas y corifeos [se refiere a Germán Busch] al más grande de los héroes de todos los tiempos de la república [se refiere a Toro "que por ese tiempo vanidosamente gustaba hacerse llamar el "Mussolini boliviano"], a los 160 km de distancia, en los arenales y desiertos de Picuiba permanecía (...) el agotado, hambriento y sediento Segundo Cuerpo de Caballería".Teniente coronel boliviano Félix (Tabera, 1979, p. 214)

 De manera diferente, el coronel paraguayo Garay, con sus 59 años, marchó a la cabeza de la columna, sufriendo el calor, la sed, la fatiga y el estrés de 70 kilómetros por entre las Divisiones enemigas, conduciendo a sus soldados al objetivo que se la había asignado. 
- 7) La actitud del coronel Toro de dar órdenes directamente a las unidades menores, salteando los mandos de división y regimiento y sacando a estos toda capacidad de iniciativa propia, ocultando con la minuciosidad de las órdenes su falencia técnica a mayor nivel de conducción.[8][25]

- 8) Mientras a fines de noviembre de 1934 el Coronel Toro dedicaba más tiempo a la negociación fallida con el presidente Salamanca para ser nombrado comandante supremo en reemplazo de Peñaranda  o al golpe de Estado contra Salamanca, su adversario, el coronel Franco, estaba abocado enteramente a las operaciones militares siguiéndolas minuto a minuto, desde muy cerca,  buscando aprovechar el menor error en el dispositivo adversario.

- 9) La velocidad paraguaya en la toma de decisiones y puesta en marcha de las operaciones en momentos de crisis. El 3 de diciembre, el coronel Franco le plantea al coronel Garay la maniobra sobre los pozos de Yrendagüé. El coronel Garay la encuentra factible y solamente pregunta si se ha informado al Comanchaco. Franco le dice que no ha tenido tiempo pero que la misma se encuadra en las órdenes generales que ha recibido del general Estigarribia. El día 4, Franco le lleva personalmente a Garay la orden respectiva e intercambian ideas sobre los detalles menores (Franco ofrece a Garay personal que conoce la zona por haberla recorrido recientemente en la retirada desde Yrendagüé). A la mañana del día 5 Garay parte rumbo a Yrendagüé. El día 8, se apodera de los pozos.